# Zapora Idukki

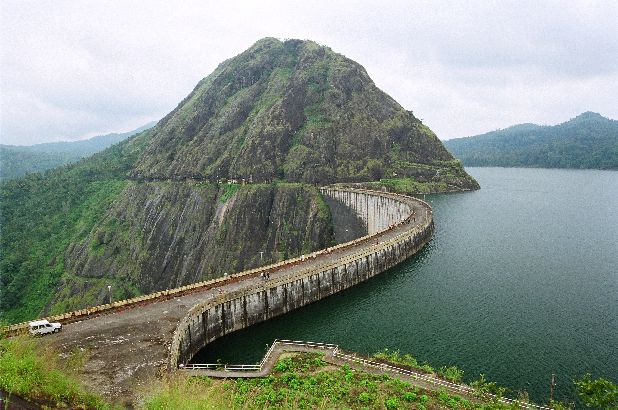
Zapora Idukki

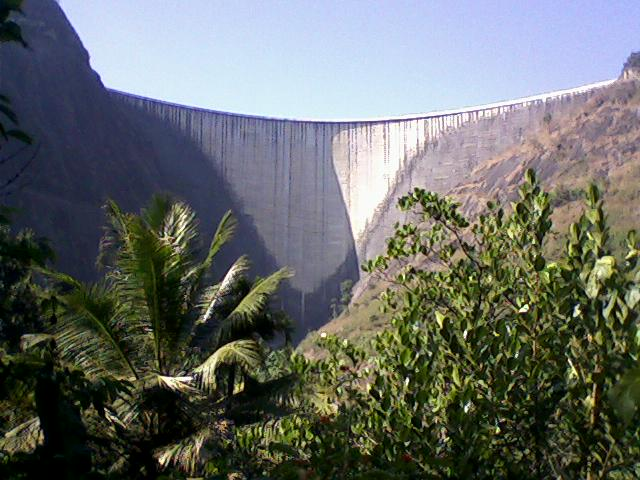
Zapora Idukki

Zapora Idukki – zapora wodna na rzece Periyar w Indiach w stanie Kerala. Wraz z zaporami Cheruthony i Kulamavu tworzy zbiornik zasilający hydroelektrownię.
Pierwsze pomysły na budowę zapory w miejscu, gdzie Periyar płynie między wzgórzami Kuravan i Kurathi mają pochodzić z 1919 roku. Do pomysłu wracano w 1932, 1947 i 1956, kiedy to zarządzono dokładniejsze badania. W 1961 sporządzono wstępny raport, po którego zaaprobowaniu w 1963 rozpoczęto wstępne prace. Budowa została objęta pomocą od rządu Kanady w postaci długoterminowych pożyczek oraz gwarancji i w latach 1965-1966 powiększono zakres prac, tworząc Idukki Hydroelectric Project, zakładający wybudowanie trzech zapór (Idukki, Cheruthony i Kulamavu), tworzących jeden zbiornik.
Budowę zapory rozpoczęto 30 kwietnia 1969. W lutym 1973 rozpoczęto napełnianie zbiornika. 4 października 1975 dokonano próbnego rozruchu pierwszego generatora. 12 lutego 1976 odbyło się uroczyste oddanie elektrowni do użytku.  
Łukowa zapora o podwójnej krzywiźnie zbudowana jest z betonu. Wysokość zapory wynosi 167,68 m, szerokość u podstawy — 19,81 m zaś na koronie — 7,62 m. Długość korony to 365,85 m. Do budowy zużyto 478 tysięcy m³ betonu. Zapora Idukki nie ma upustów, poziom wody w zbiorniku jest regulowany upustami na zaporze Cheruthony.
Powstały zbiornik, przy maksymalnym napełnieniu ma powierzchnię 59,83 km² i mieści 1996,3 milionów m³ wody. Zlewnia zbiornika ma powierzchnię 649,3 km².
Woda ze zbiornika odprowadzana jest tunelem do podziemnej elektrowni, gdzie napędza 6 generatorów z turbinami Peltona o mocy 180 MW każdy. Z elektrowni woda odprowadzona jest tunelem, a później otwartym kanałem i używana jest do nawadniania pól.